# Operan i Graz

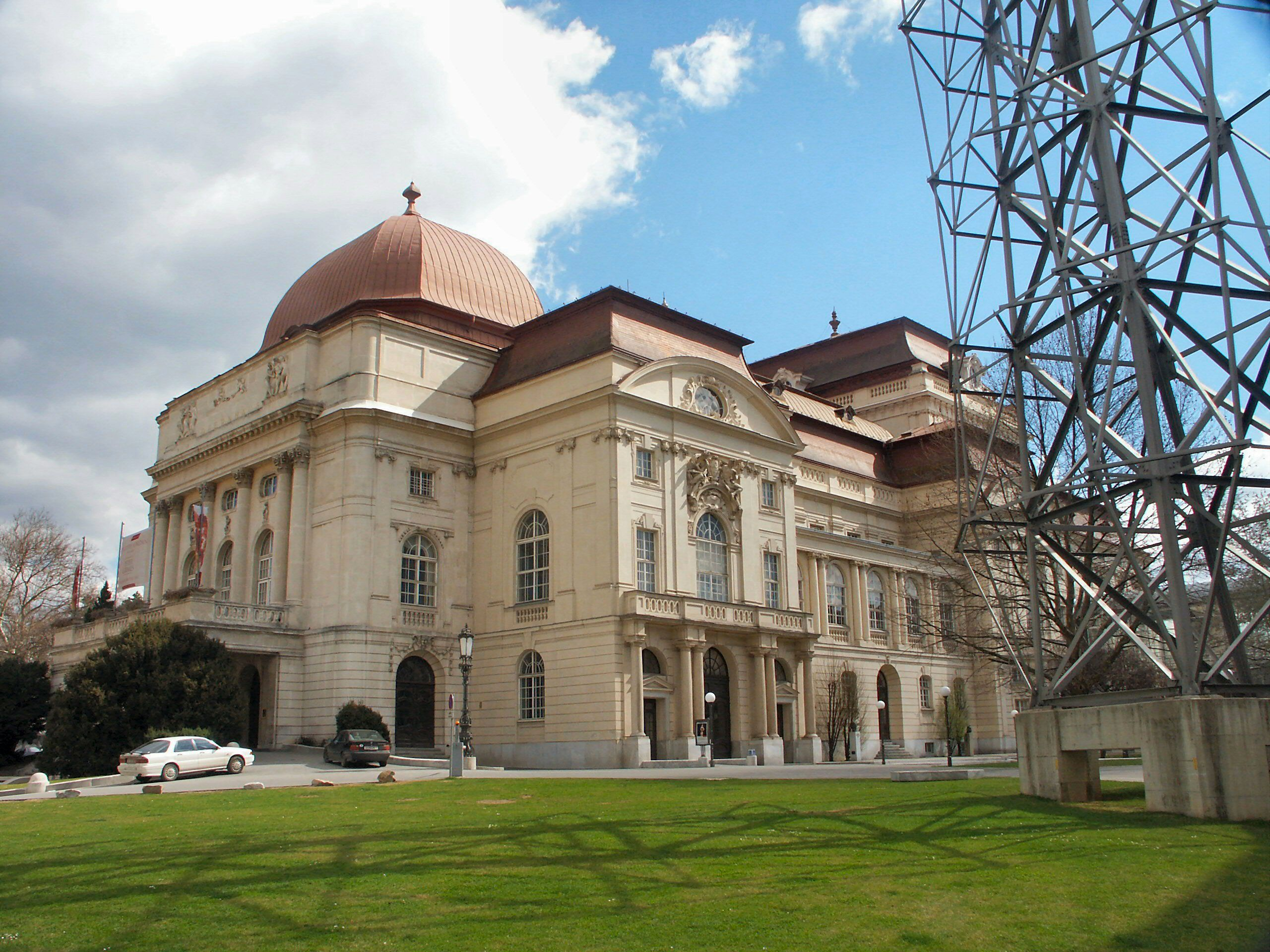
Operan i Graz.

Operan i Graz är Österrikes näst största opera.
Redan under kejsar Karl VI hämtades ett italienskt operasällskap till Graz. Det fick sina lokaler vid Tummelplatsen i gamla stan. År 1899 byggdes det nuvarande operahuset. Arktiketbyrån Fellner & Helmer från Wien ritade huset i nybarocksstil. Under andra världskriget skadades huset vid ett bombangrepp. Vid reparationen bestämde man sig för att förenkla fasaden. Huset har plats för 1 800 besökare.
Operan har genom tiderna inte bara spelat de klassiska verken utan också befrämjat nutida och inhemska kompositörer. Bland urpremierer vid operan i Graz kan nämnas:
- Das Herz av Hans Pfitzner (1932)
- Peter Grimes av Benjamin Britten (1947)
- Stella av Waldemar Bloch (1951)
- Käthchen von Heilbronn av Waldemar Bloch (1958)
- Lederköpfe av Weisshappl (1970)
- Narcissus av Beat Furrer (1994)
- Tod und Teufel av Gerd Kühr (1999) och
- Till Eulenspiegel, barnmusikal av Konstantin Wecker (2006)